# Ricky Sprocket
A Ricky Sprocket (Ricky Sprocket: Showbiz Boy) kanadai rajzfilmsorozat. 

## Cselekmény
A műsor egy Ricky Sprocket nevű fiúról szól, aki a világ legfiatalabb filmsztárja: 12 éves, de amúgy ő is csak egy átlagos kisgyerek, aki nem hagyja, hogy a hírnév a fejébe szálljon. Legfőbb riválisa Kitten Kaboodle, egy másik gyerekszínész. Általában nem rajong Rickyért, de amikor egy lakatlan szigeten ragadt vele, kiderült, hogy valami szerelemféle van köztük. 

## Közvetítés
A sorozatot Magyarországon a Nickelodeon adta le, míg Amerikában a társadó, a Nicktoons. Kanadában pedig a Teletoon. A Ricky Sprocket 2 évadot ért meg 25 epizóddal, 2007. augusztus 31-től ment 2009. május 4-ig ment Amerikában/Kanadában. A magyar bemutató ismeretlen, de mint rengeteg rajzfilmtársa, a Ricky Sprocket is 2010. február 15-ig ment, amikor a Nickelodeon megújult.